# Velencebergen
Velencebergen (ungerska: Velencei-hegység) är ett bergsområde norr om Velencesjön i Ungern.   De ingår i de Transdanubiska bergen.
Bergen sträcker sig 6,4 km i nord-sydlig riktning. Den högsta toppen är Meleg-hegy, 532 meter över havet. Topografiskt ingår följande toppar i Velencei-hegység:
- Hársas-tető
- János-hegy
- Kazal-hegy
- Meleg-hegy
- Templom-hegy

Trakten ingår i den hemiboreala klimatzonen. Årsmedeltemperaturen i trakten är 11 °C. Den varmaste månaden är juli, då medeltemperaturen är 24 °C, och den kallaste är december, med −4 °C. Genomsnittlig årsnederbörd är 870 millimeter. Den regnigaste månaden är maj, med i genomsnitt 94 mm nederbörd, och den torraste är april, med 47 mm nederbörd.